# Elecciones legislativas de Ecuador de 1992
Las elecciones legislativas de Ecuador de 1992 se celebraron el domingo 17 de mayo de 1992 para la elección de los 77 diputados que conformarían el Congreso Nacional del Ecuador en el período 1992-1996 para diputados nacionales y 1992-1994 para diputados provinciales. El mismo día tuvieron lugar las elecciones presidenciales en las que se eligió al Presidente y Vicepresidente Constitucional del Ecuador para periodo 1992-1996.

## Escaños
Para estas elecciones el número de escaños se incrementó en 5 (de 72 a 77) al aumentarse un diputado para Guayas, dos para Pichincha, uno para Azuay y uno para Los Ríos. En total se eligieron:
- 12 Diputados Nacionales
- 65 Diputados Provinciales

| Provincia        | Escaños | Provincia  | Escaños |
| ---------------- | ------- | ---------- | ------- |
| Azuay            | 4       | Bolívar    | 2       |
| Cañar            | 2       | Carchi     | 2       |
| Chimborazo       | 3       | Cotopaxi   | 3       |
| El Oro           | 3       | Esmeraldas | 3       |
| Galápagos        | 1       | Guayas     | 10      |
| Imbabura         | 3       | Loja       | 3       |
| Los Ríos         | 4       | Manabí     | 5       |
| Morona Santiago  | 1       | Napo       | 2       |
| Pastaza          | 1       | Pichincha  | 8       |
| Sucumbíos        | 1       | Tungurahua | 2       |
| Zamora Chinchipe | 1       |            |         |

## Resultados
Partidos con representación parlamentaria
| Partido | Partido | Partido                                          | Lista Nacional | Lista Nacional | Lista Nacional | Listas Provinciales | Listas Provinciales | Listas Provinciales | Total | Total       |
| Partido | Partido | Partido                                          | Votos          | %              | Dip.           | Votos               | %                   | Dip.                | Dip.  | ±           |
| ------- | ------- | ------------------------------------------------ | -------------- | -------------- | -------------- | ------------------- | ------------------- | ------------------- | ----- | ----------- |
| 6       |         | Partido Social Cristiano (PSC)                   | 753.452        | 23,39          | 3              | 742.165             | 23,63               | 18                  | 20    | 4           |
| 8       |         | Partido Unidad Republicana (PUR)                 | 575.801        | 17,87          | 2              | 472.751             | 14,76               | 10                  | 12    | Nuevo       |
| 10      |         | Partido Roldosista Ecuatoriano (PRE)             | 486.498        | 15,10          | 2              | 513.248             | 16,03               | 14                  | 16    | 3           |
| 12      |         | Izquierda Democrática (ID)                       | 313.415        | 9,73           | 1              | 289.816             | 9,05                | 7                   | 8     | 6           |
| 1       |         | Partido Conservador Ecuatoriano (PCE)            | 193.654        | 6,01           | 1              | 271.096             | 8,46                | 4                   | 5     | 2           |
| 15      |         | Movimiento Popular Democrático (MPD)             | 191.870        | 5,96           | 1              | 152.797             | 4,77                | 2                   | 3     | 2           |
| 5       |         | Democracia Popular (DP)                          | 171.073        | 5,31           | 1              | 213.163             | 6,66                | 5                   | 6     | 1           |
| 17      |         | Partido Socialista Ecuatoriano (PSE)             | 130.558        | 4,05           | 1              | 134.779             | 4,21                | 1                   | 2     | 6           |
| 4       |         | Concentración de Fuerzas Populares (CFP)         | 120.607        | 3,74           | 0              | 78.630              | 2,46                | 1                   | 1     | 2           |
| 14      |         | Frente Radical Alfarista (FRA)                   | 109.419        | 3,40           | 0              | 114.849             | 3,59                | 1                   | 1     | 1           |
| 13      |         | Acción Popular Revolucionaria Ecuatoriana (APRE) | 48.883         | 1,52           | 0              | 46.673              | 1,46                | 0                   | 0     | Sin cambios |
| 2       |         | Partido Liberal Radical Ecuatoriano (PLRE)       | 45.982         | 1,43           | 0              | 60.773              | 1,90                | 2                   | 2     | 1           |
| 9       |         | Frente Amplio de Izquierda (FADI)                | 30.541         | 0,95           | 0              | 30.675              | 0,96                | 0                   | 0     | 2           |
| 11      |         | Partido Liberación Nacional (PLN)                | 28.885         | 0,90           | 0              | 31.645              | 0,99                | 1                   | 1     | 1           |
| 7       |         | Pueblo, Cambio y Democracia (PCD)                | 20.773         | 0,64           | 0              | 14.630              | 0,45                | 0                   | 0     | Sin cambios |
| 3       |         | Partido Assad Bucaram (PAB)                      | -              | -              | 0              | 14.508              | 0,45                | 0                   | 0     | Nuevo       |
| 16      |         | Partido del Pueblo (PDP)                         | -              | -              | 0              | 5.537               | 0,17                | 0                   | 0     | Sin cambios |
|         |         |                                                  |                |                |                |                     |                     |                     |       |             |
|         |         | Votos válidos                                    | 3.221.361      | 79.80          |                | 3.202.792           | 79,88               |                     |       |             |
|         |         | Votos nulos/en blanco                            | 835.752        | 20.20          | 806.873        | 20,12               |                     |                     |       |             |
|         |         | TOTAL                                            | 4,057,113      | 100,00         | 12             | 4,009,665           | 100,00              | 65                  | 77    | 5           |
|         |         | Registrados/Participación                        | 5,710,363      | 71.05          | 6.42           | 5,710,363           | 70.21               | 2.50                | 2.50  |             |

Fuente:

### Escaños obtenidos por provincia y diputados a nivel nacional
| Provincias       |    |    |    |   |   |   |   |   |   |   |   |   | Total |
| ---------------- | -- | -- | -- | - | - | - | - | - | - | - | - | - | ----- |
| Nacional         | 3  | 2  | 2  | 1 | 1 | 1 | 1 | 1 |   |   |   |   | 12    |
| Azuay            | 1  | 1  |    |   |   |   | 1 | 1 |   |   |   |   | 4     |
| Bolívar          | 1  |    |    | 1 |   |   |   |   |   |   |   |   | 2     |
| Cañar            | 1  |    |    | 1 |   |   |   |   |   |   |   |   | 2     |
| Carchi           |    |    | 1  |   | 1 |   |   |   |   |   |   |   | 2     |
| Chimborazo       |    | 1  |    | 1 |   | 1 |   |   |   |   |   |   | 3     |
| Cotopaxi         | 1  |    | 1  |   |   |   | 1 |   |   |   |   |   | 3     |
| El Oro           | 1  | 1  | 1  |   |   |   |   |   |   |   |   |   | 3     |
| Esmeraldas       | 1  |    | 1  |   |   |   | 1 |   |   |   |   |   | 3     |
| Galápagos        | 1  |    |    |   |   |   |   |   |   |   |   |   | 1     |
| Guayas           | 5  | 2  | 3  |   |   |   |   |   |   |   |   |   | 10    |
| Imbabura         |    | 1  | 1  | 1 |   |   |   |   |   |   |   |   | 3     |
| Loja             | 1  |    |    |   |   | 1 |   |   | 1 |   |   |   | 3     |
| Los Ríos         | 1  | 1  | 2  |   |   |   |   |   |   |   |   |   | 4     |
| Manabí           | 1  | 1  | 2  |   |   |   |   |   |   |   | 1 |   | 5     |
| Morona Santiago  |    |    |    | 1 |   |   |   |   |   |   |   |   | 1     |
| Napo             |    |    |    | 1 |   |   |   |   |   |   |   | 1 | 2     |
| Pastaza          |    |    |    |   |   |   |   |   |   |   | 1 |   | 1     |
| Pichincha        | 1  | 2  |    | 1 | 2 |   | 1 |   |   | 1 |   |   | 8     |
| Sucumbíos        |    |    |    |   |   |   | 1 |   |   |   |   |   | 1     |
| Tungurahua       | 1  |    | 1  |   | 1 |   |   |   |   |   |   |   | 3     |
| Zamora Chinchipe |    |    | 1  |   |   |   |   |   |   |   |   |   | 1     |
| Total            | 20 | 12 | 16 | 8 | 5 | 3 | 6 | 2 | 1 | 1 | 2 | 1 | 77    |

## Nómina de diputados electos

### Nacionales
| Partido                         | Diputado                  | Diputado                | Diputado                |
| ------------------------------- | ------------------------- | ----------------------- | ----------------------- |
| Partido Social Cristiano        |                           | Heinz Moeller Freile    | Heinz Moeller Freile    |
| Partido Social Cristiano        | Simón Bustamante Vera     |                         |                         |
| Partido Social Cristiano        | Eduardo Villaquirán Lebed |                         |                         |
| Partido Unidad Republicana      |                           | Roberto Dunn Barreiro   | Roberto Dunn Barreiro   |
| Partido Unidad Republicana      | Napoleón Ycaza Córdova    |                         |                         |
| Partido Roldosista Ecuatoriano  |                           | Elsa Bucaram Ortiz      | Elsa Bucaram Ortiz      |
| Partido Roldosista Ecuatoriano  | Fernando Larrea Martínez  |                         |                         |
| Izquierda Democrática           |                           |                         | Andrés Vallejo Arcos    |
| Partido Conservador Ecuatoriano |                           | Marcelo Santos Vera     | Marcelo Santos Vera     |
| Democracia Popular              |                           |                         | Carlos Vallejo López    |
| Movimiento Popular Democrático  |                           | Juan José Castelló León | Juan José Castelló León |
| Partido Socialista Ecuatoriano  |                           |                         | Diego Delgado Jara      |

### Provinciales

#### Azuay
| Partido                        | Diputado | Diputado                  | Diputado                  |
| ------------------------------ | -------- | ------------------------- | ------------------------- |
| Partido Unidad Republicana     |          | Monserrat Butiñá Martínez | Monserrat Butiñá Martínez |
| Democracia Popular             |          | Rubén Vélez Núñez         | Rubén Vélez Núñez         |
| Partido Social Cristiano       |          | Juan Tama Márquez         | Juan Tama Márquez         |
| Partido Socialista Ecuatoriano |          |                           | Oswaldo Larriva Alvarado  |

#### Bolívar
| Partido                  | Diputado | Diputado             | Diputado                   |
| ------------------------ | -------- | -------------------- | -------------------------- |
| Partido Social Cristiano |          | Gilberto Vaca García | Gilberto Vaca García       |
| Izquierda Democrática    |          |                      | Juan Carlos Camacho Dávila |

#### Cañar
| Partido                  | Diputado | Diputado              |
| ------------------------ | -------- | --------------------- |
| Partido Social Cristiano |          | Alfonso Monsalve Pozo |
| Izquierda Democrática    |          | Nelson León Sarmiento |

#### Carchi
| Partido                         | Diputado | Diputado               |
| ------------------------------- | -------- | ---------------------- |
| Partido Roldosista Ecuatoriano  |          | Andrés Romo Molina     |
| Partido Conservador Ecuatoriano |          | Jaime Chamorro Guerrón |

#### Chimborazo
| Partido                        | Diputado | Diputado                   |
| ------------------------------ | -------- | -------------------------- |
| Izquierda Democrática          |          | Fernando Guerrero Guerrero |
| Partido Unidad Republicana     |          | Abraham Romero Cabrera     |
| Movimiento Popular Democrático |          | María Eugenia Lima Garzón  |

#### Cotopaxi
| Partido                        | Diputado | Diputado                 |
| ------------------------------ | -------- | ------------------------ |
| Partido Social Cristiano       |          | Oswaldo Coronel Arellano |
| Democracia Popular             |          | Luis Carrillo Andrade    |
| Partido Roldosista Ecuatoriano |          | Roosevelt Icaza Endara   |

#### El Oro
| Partido                        | Diputado | Diputado                |
| ------------------------------ | -------- | ----------------------- |
| Partido Social Cristiano       |          | José Félix Barros Ramón |
| Partido Unidad Republicana     |          | Eduardo Crow Verdaguer  |
| Partido Roldosista Ecuatoriano |          | Jorge Encalada Erraez   |

#### Esmeraldas
| Partido                        | Diputado | Diputado                 |
| ------------------------------ | -------- | ------------------------ |
| Democracia Popular             |          | Homero Cervantes Coronel |
| Partido Social Cristiano       |          | Gabriel Saud Saud        |
| Partido Roldosista Ecuatoriano |          | Wilson Celleri Cedeño    |

#### Galápagos
| Partido                  | Diputado | Diputado           |
| ------------------------ | -------- | ------------------ |
| Partido Social Cristiano |          | Raúl Flores Viteri |

#### Guayas
| Partido                        | Diputado                 | Diputado               | Diputado                      |
| ------------------------------ | ------------------------ | ---------------------- | ----------------------------- |
| Partido Social Cristiano       |                          | Ricardo Noboa Bejarano | Ricardo Noboa Bejarano        |
| Partido Social Cristiano       | Alejandro Ponce Noboa    |                        |                               |
| Partido Social Cristiano       | Enrique Macías Chávez    |                        |                               |
| Partido Social Cristiano       | Álvaro Luque Benítez     |                        |                               |
| Partido Social Cristiano       | Enrique Campuzano Nuñez  |                        |                               |
| Partido Roldosista Ecuatoriano |                          |                        | Jacobo Bucaram Ortiz          |
| Partido Roldosista Ecuatoriano | Fernando Rosero González |                        |                               |
| Partido Roldosista Ecuatoriano | Eduardo Azar Mejía       |                        |                               |
| Partido Unidad Republicana     |                          |                        | Carlos Julio Arosemena Monroy |
| Partido Unidad Republicana     | Xavier Ledesma Ginatta   |                        |                               |

#### Imbabura
| Partido                        | Diputado | Diputado                |
| ------------------------------ | -------- | ----------------------- |
| Izquierda Democrática          |          | Mauricio Larrea Andrade |
| Partido Unidad Republicana     |          | Wilson Nieto Dávila     |
| Partido Roldosista Ecuatoriano |          | Mario Carrillo Vargas   |

#### Loja
| Partido                            | Diputado | Diputado                |
| ---------------------------------- | -------- | ----------------------- |
| Concentración de Fuerzas Populares |          | Jorge Montero Rodríguez |
| Partido Social Cristiano           |          | Jorge Sotomayor Bravo   |
| Movimiento Popular Democrático     |          | César León Aguirre      |

#### Los Ríos
| Partido                        | Diputado                | Diputado                     |
| ------------------------------ | ----------------------- | ---------------------------- |
| Partido Roldosista Ecuatoriano |                         | Jorge Marún Rodríguez        |
| Partido Roldosista Ecuatoriano | Juan Montesdeoca Santos |                              |
| Partido Social Cristiano       |                         | Antonio Andrade Cassanello   |
| Partido Unidad Republicana     |                         | Washington Faytong Velásquez |

#### Manabí
| Partido                             | Diputado                | Diputado                 |
| ----------------------------------- | ----------------------- | ------------------------ |
| Partido Roldosista Ecuatoriano      |                         | Luis Villacreses Colmont |
| Partido Roldosista Ecuatoriano      | Sigifredo Vélez Centeno |                          |
| Partido Liberal Radical Ecuatoriano |                         | Samuel Bellettini Zedeño |
| Partido Social Cristiano            |                         | César Acosta Vásquez     |
| Partido Unidad Republicana          |                         | Jaime Rodríguez Sacoto   |

#### Morona Santiago
| Partido               | Diputado | Diputado                  |
| --------------------- | -------- | ------------------------- |
| Izquierda Democrática |          | Guillermo Dávalos Dávalos |

#### Napo
| Partido                     | Diputado | Diputado                | Diputado                |
| --------------------------- | -------- | ----------------------- | ----------------------- |
| Izquierda Democrática       |          |                         | Edison Chávez Vargas    |
| Partido Liberación Nacional |          | Bolívar Tapuy Calapucha | Bolívar Tapuy Calapucha |

#### Pastaza
| Partido                             | Diputado | Diputado                 |
| ----------------------------------- | -------- | ------------------------ |
| Partido Liberal Radical Ecuatoriano |          | Francisco Salvador Moral |

#### Pichincha
| Partido                         | Diputado                | Diputado                 | Diputado                 |
| ------------------------------- | ----------------------- | ------------------------ | ------------------------ |
| Partido Unidad Republicana      |                         | Alberto Cárdenas Dávalos | Alberto Cárdenas Dávalos |
| Partido Unidad Republicana      | Manuel Alvear León      |                          |                          |
| Partido Conservador Ecuatoriano |                         | Teresa Minuche Murillo   | Teresa Minuche Murillo   |
| Partido Conservador Ecuatoriano | Remigio Dávalos Guevara |                          |                          |
| Frente Radical Alfarista        |                         | Bruno Frixone Franco     | Bruno Frixone Franco     |
| Partido Social Cristiano        |                         | Marcelo Pallares Sevilla | Marcelo Pallares Sevilla |
| Izquierda Democrática           |                         | Antonio Rodríguez Vicens | Antonio Rodríguez Vicens |
| Democracia Popular              |                         |                          | Ramiro Rivera Molina     |

#### Sucumbíos
| Partido            | Diputado | Diputado                 |
| ------------------ | -------- | ------------------------ |
| Democracia Popular |          | Carlo Magno Añazco Ochoa |

#### Tungurahua
| Partido                         | Diputado | Diputado                      |
| ------------------------------- | -------- | ----------------------------- |
| Partido Conservador Ecuatoriano |          | Aníbal Nieto Vásquez          |
| Partido Social Cristiano        |          | Méntor Rodrigo Gamboa Bonilla |
| Partido Roldosista Ecuatoriano  |          | Milton Salgado Carrillo       |

#### Zamora Chinchipe
| Partido                        | Diputado | Diputado           |
| ------------------------------ | -------- | ------------------ |
| Partido Roldosista Ecuatoriano |          | Angel Núñez Aranda |

## Diputados que dejaron sus curules
| Diputado              | Partido                         | Motivo                                                      | Reemplazo           | Partido                         | Ref.        |
| --------------------- | ------------------------------- | ----------------------------------------------------------- | ------------------- | ------------------------------- | ----------- |
| Roberto Dunn Barreiro | Partido Unidad Republicana      | Renuncia sin asumir el cargo Designado Ministro de Gobierno | Manuel Félix López  | Partido Unidad Republicana      | [ 6 ] [ 7 ] |
| Marcelo Santos Vera   | Partido Conservador Ecuatoriano | Renuncia Designado Ministro de Gobierno                     | Wilman Costa Febres | Partido Conservador Ecuatoriano | [ 8 ] [ 3 ] |